# Trophée commémoratif du Dr Robert H. Goddard

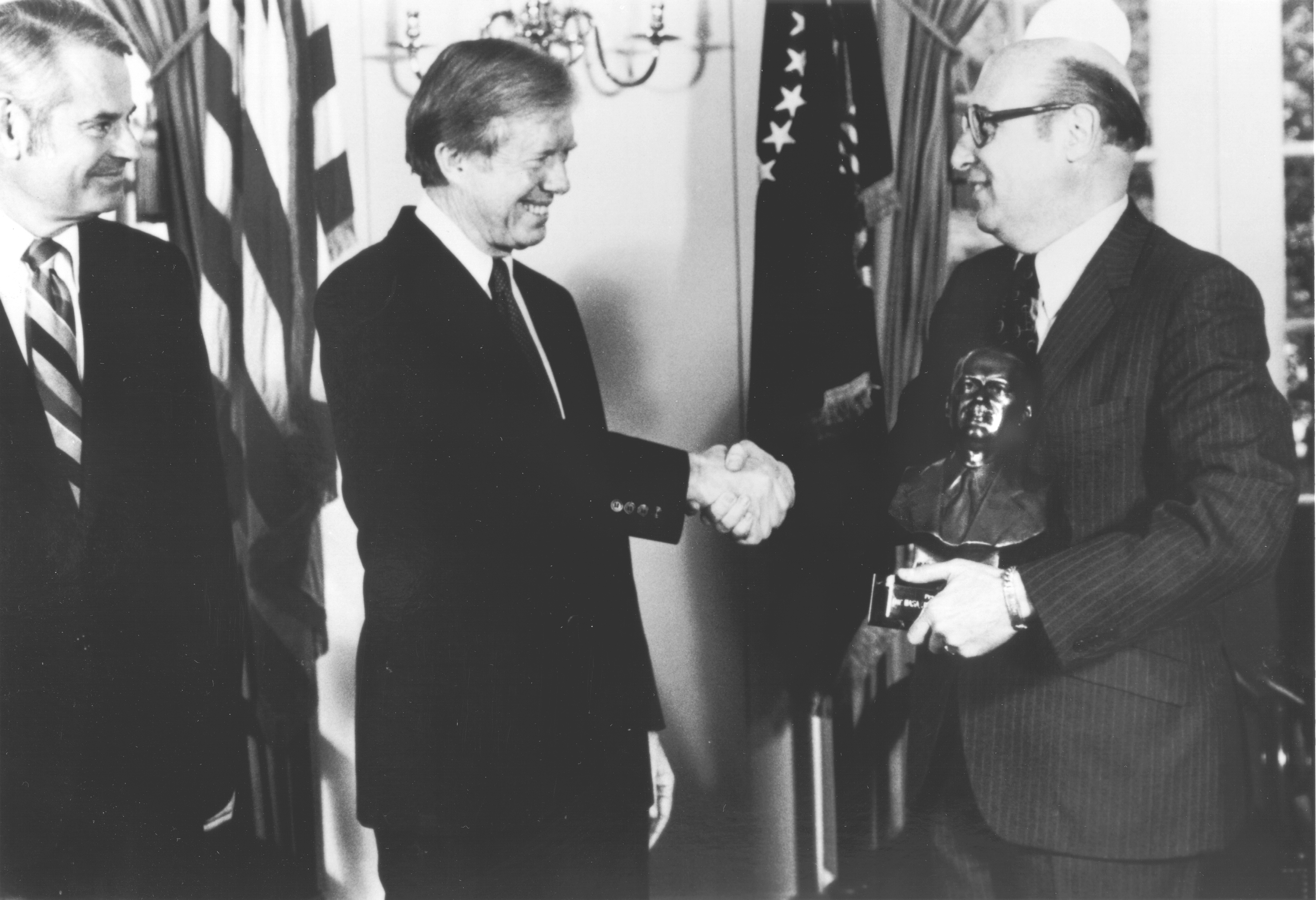
Le président Jimmy Carter remet le Goddard Memorial Trophy du National Space Club à l'administrateur de la NASA, le Dr Robert A. Frosch.

La trophée commémoratif du Dr Robert H. Goddard (en anglais : Dr. Robert H. Goddard Memorial Trophy) est une récompense attribuée annuellement à une personne ou à un groupe qui a eu l'impact le plus important sur les activités spatiales au cours de l'année précédente.
Il porte le nom de Robert Goddard, précurseur en astronautique.
Il s'agit de la récompense principale du National Space Club (en) présentée lors d'un dîner commémoratif à Washington.
Le premier vainqueur de celui-ci est Wernher von Braun en 1958.